# ノア・ダルヴィッチ
ノア・ダルヴィッチ（Noah Darvich, 2006年9月25日 - ）は、ドイツのプロサッカー選手。U-17ドイツ代表。ブンデスリーガ・VfBシュトゥットガルト所属。ポジションはミッドフィールダー。

## 経歴

### クラブ
バート・クロツィンゲンで育ち、SCフライブルクの下部組織に所属した。2022-23シーズンには、U-17チームでゴールやアシストを量産し、16歳ながら飛び級でU-19チームに昇格。この世代で最も注目されるドイツ人選手のひとりとなった。
2023年8月8日、スペインのバルセロナBに移籍。移籍金は500万ユーロ、また契約解除金は10億ユーロと報じられている。2023年10月には『ガーディアン』のネクスト・ジェネレーションに掲載された。

### 代表
フランス生まれでイラクにルーツを持つ父親とドイツ人の母親のもと、ドイツに生まれた。
ドイツの世代別代表に選出されており、2022-23シーズンにはU-17代表の主力となった。2023年5月、UEFA U-17欧州選手権に臨むチームのキャプテンとして、クリスティアン・ヴクが率いるU-17ドイツ代表に選出された。ポルトガルやフランスと同じになったグループで幾度も決定機を演出して首位通過に貢献。この大会で最も傑出した選手のひとりとなった。チームは決勝でフランスを破って優勝し、自身は大会ベストイレヴンに選出された。
11月にはインドネシアで開催されたFIFA U-17ワールドカップに出場し、ここでもキャプテンとして優勝を果たした。

## 個人成績
| 国内大会個人成績 | 国内大会個人成績 | 国内大会個人成績 | 国内大会個人成績 | 国内大会個人成績 | 国内大会個人成績 | 国内大会個人成績 | 国内大会個人成績 | 国内大会個人成績 | 国内大会個人成績 | 国内大会個人成績 | 国内大会個人成績 |
| 年度             | クラブ           | 背番号           | リーグ           | リーグ戦         | リーグ戦         | リーグ杯         | リーグ杯         | オープン杯       | オープン杯       | 期間通算         | 期間通算         |
| 年度             | クラブ           | 背番号           | リーグ           | 出場             | 得点             | 出場             | 得点             | 出場             | 得点             | 出場             | 得点             |
| スペイン         | スペイン         | スペイン         | スペイン         | リーグ戦         | リーグ戦         | 国王杯           | 国王杯           | オープン杯       | オープン杯       | 期間通算         | 期間通算         |
| ---------------- | ---------------- | ---------------- | ---------------- | ---------------- | ---------------- | ---------------- | ---------------- | ---------------- | ---------------- | ---------------- | ---------------- |
| 2023-24          | バルセロナB      | 21               | プリメーラ・F    |                  |                  |                  |                  | -                | -                |                  |                  |
| 通算             | スペイン         | スペイン         | プリメーラ・F    |                  |                  |                  |                  | -                | -                |                  |                  |
| 総通算           |                  |                  |                  |                  |                  |                  |                  |                  |                  |                  |                  |

## タイトル

### 代表
U-17ドイツ代表
- UEFA U-17欧州選手権（2023）
- FIFA U-17ワールドカップ（2023）[17]

### 個人
- UEFA U-17欧州選手権 ベストイレヴン（2023）[16]